# انتخابات ریاست‌جمهوری جمهوری آبخاز (۲۰۱۹)
انتخابات ریاست‌جمهوری جمهوری آبخاز (انگلیسی: 2019 Abkhazian presidential election) در ۲۵ اوت ۲۰۱۹ در آبخاز برگزار گردید. مجلس قانونگذاری جمهوری آبخاز ۲۱ ژوئیه را برای برگزاری انتخابات تعیین کرده بود اما این زمان تحت فشار حامیان اصلان بژانیا اپوزیسیون کنونی و کاندیدای انتخابات تا ۲۵ اوت به تعویق افتاد.زیرا وی براثر مسمومیت عمدی در ماه مه ۲۰۱۹ در بیمارستان مسکو بستری شد و در شرایط خطرناکی به سر می‌برد. براساس نتایج به دست آمده در دور اول هیج کاندیدایی بالای پنجاه درصد را به دست نیاورد در نتیجه انتخاب به دور دوم کشید که در هشتم سپتامبر این دور از انتخابات برگزار شد.

## امتناع بژانیا از نامزدی در انتخابات
بژانیا رهبر اپوزیسیون به دلیل بیماری ناشی از مسمومیت از انتخابات ۱۵ ژوئیه ۲۰۱۹ رئیس جمهوری آبخاز کناره‌گیری کرد.

## نامزدها
Rثبت نام برای کاندیداتوری در ۲۶ ژوئن انجام شد.
| نامزد ریاست جمهوری | سابقه شغلی                        | حزب                   | کاندید معاون رئیس‌جمهور |
| ------------------ | --------------------------------- | --------------------- | ---------------------- |
| اصلان بژانیا       | اعضای شورای مجلس قانونگذاری آبخاز |                       |                        |
| الماس یاپونا       | اعضای پارلمان                     | مستقل                 |                        |
| رائول خاجیمبا      | رئیس‌جمهور آبخاز درحال حاضر        | انجمن اتحاد ملی آبخاز |                        |
| آستامور تاربا      | رئیس پیشین سرویس امنیت ملی آبخاز  |                       |                        |